# Chusquea vulcanalis
Chusquea vulcanalis là một loài thực vật có hoa trong họ Hòa thảo. Loài này được (Soderstr. & C.E.Calderón) L.G.Clark mô tả khoa học đầu tiên năm 1987.